# Saitō Dōsan
Saitō Dōsan est un nom japonais traditionnel ; le nom de famille (ou le nom d'école), Saitō, précède donc le prénom (ou le nom d'artiste).
Saitō Dōsan (斎藤 道三, né en 1494 et mort le 28 mai 1556), ou plus exactement Saitō Toshimasa nyūdō Dōsan, Dōsan étant son « nom de dharma », Kaimyō), est un daimyo qui, de façon spectaculaire, accède au pouvoir puis en dégringole durant l'époque Sengoku du Japon. Il est également connu sous le nom de la « vipère de Mino » (美濃の蝮, Mino no mamushi) pour ses tactiques impitoyables.

## Biographie
C'est à l'origine un commerçant aisé de la province de Yamashiro (actuelle préfecture de Kyoto), qui se met au service de Nagai Nagahiro de la province de Mino (moitié sud de l'actuelle préfecture de Gifu), et prend le nom « Nishimura Kankurô ».
Il use de son pouvoir et de son influence pour devenir un obligé de Toki Yorinari, daimyo de Mino.
Dōsan contribue à l'instabilité générale au sein de la province de Mino, aussi Yorinari lui donne-t-il sa concubine en 1526 dans l'espoir de le calmer.
Il épouse plus tard Ômi no Kata, une fille de Akechi Mitsutsugu.
Il réussit finalement à devenir le magistrat de la province de Mino et s'installe au château d'Inabayama. Usant de son pouvoir et de ses richesses, il chasse Toki Yorinari de la province de Mino par un coup d'État en 1542, et revendique la région comme sienne, devenant ainsi un daimyo de son propre chef. Par la suite, Toki Yorinari fait alliance avec Oda Nobuhide de la province d'Owari sur la frontière sud de la province de Mino, mais leur défaite à la bataille de Kanōguchi en 1547 consolide la domination de Dōsan sur Mino et le fait connaître dans tout le Japon. Oda Nobuhide fait la paix et arrange un mariage politique en 1549 entre son fils Oda Nobunaga, et Nōhime, la fille de Dōsan, afin de mettre un terme aux hostilités.

## Chute

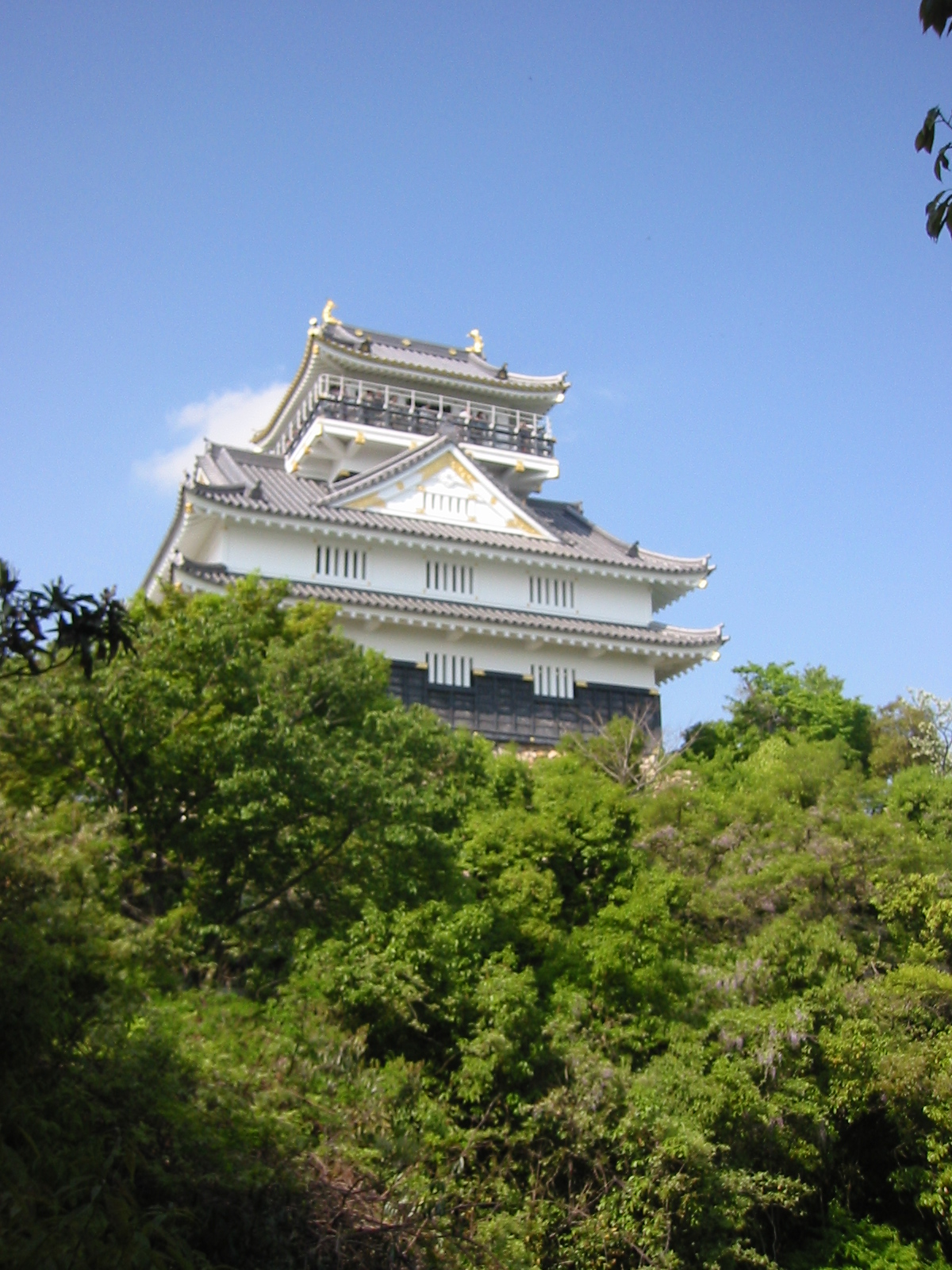
Le château d'Inabayama (plus tard renommé château de Gifu), sert de quartier général à Dōsan.

De façon ironique, Saitō Dōsan tombe lors du coup d'État de son propre fils Saitō Yoshitatsu en 1556.
Vers 1555, des rumeurs commencent à circuler selon lesquelles Saitō Yoshitatsu ne serait en fait pas le fils de Dōsan, mais celui de Yorinari. Il ne semble pas que Yoshitatsu ait lui-même été au courant de cette possibilité jusqu'à ce qu'il entende les rumeurs.
Les circonstances entourant cette histoire ne sont pas claires, cependant. Une version est que Dōsan, après avoir eu un certain nombre de fils après Yoshitatsu, ait décidé de nommer l'un d'eux héritier (bien qu'ayant officiellement pris sa retraite à ce moment en faveur de Yoshitatsu). Une autre théorie veut que Yoshitatsu a simplement supposé qu'il serait déshérité, et a décidé de faire le premier pas. Une autre idée est que Saitō Yoshitatsu a décidé soudainement d'usurper le pouvoir de son père.
Quoi qu'il en soit, les relations se détériorent rapidement entre Yoshitatsu et Dōsan, menant à la bataille de la Nagara-gawa, où Dōsan se retrouve en très forte infériorité numérique.
En désespoir de cause, Toshimasa est présumé avoir nommé Nobunaga comme seigneur de Mino dans son testament et envoyé ce document à Nobunaga. Nobunaga, cependant, n'est pas en mesure de fournir de l'aide.
Dōsan est vaincu et sa tête prise par un certain Komaki Genta, un obligé de Tatsuoki, fils de Yoshitatsu. Ses restes sont initialement enterrés au Sōfuku-ji, puis déplacés au Jōzai-ji parce que la rivière Nagara quitte régulièrement son lit et inonde son tertre funéraire. Les deux temples se trouvent à Gifu.

## Pseudonymes
Saitō Dōsan est connu pour avoir utilisé un grand nombre de pseudonymes et pour avoir fréquemment changé de nom. Une théorie veut qu'il y ait eu deux Saitō Dōsan, père et fils, et que ce dernier aurait pris le nom de son père à la mort de celui-ci. Les autres noms de Saitō Dōsan sont Minemaru (峰丸), Hōrenbō (法蓮坊), Matsunami Shogorō (松浪庄五郎), Nishimura Kankurō Masatoshi (西村勘九郎正利), Shinkurō (新九郎), Nagai Norihide (長井規秀) et Saitō Sakondayu Toshimasa (斎藤左近大夫利政).
Le nom Saitō a été adopté par l'ancien shugodai de Mino qui a été renversé par le clan Nagai dans les années 1520.

## Source de la traduction
- (en) Cet article est partiellement ou en totalité issu de l’article de Wikipédia en anglais intitulé « Saitō Dōsan » (voir la liste des auteurs).